# 小阿伯湖

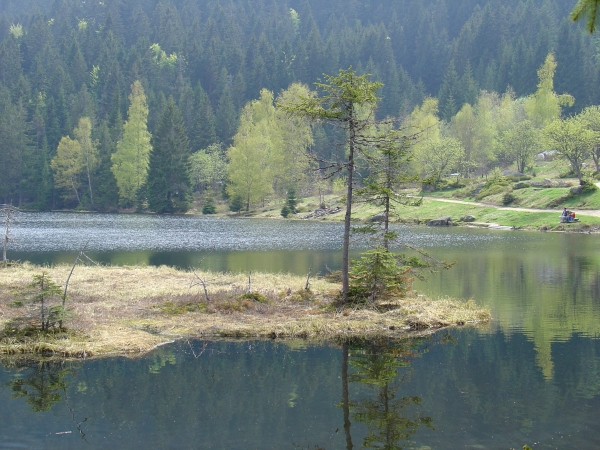

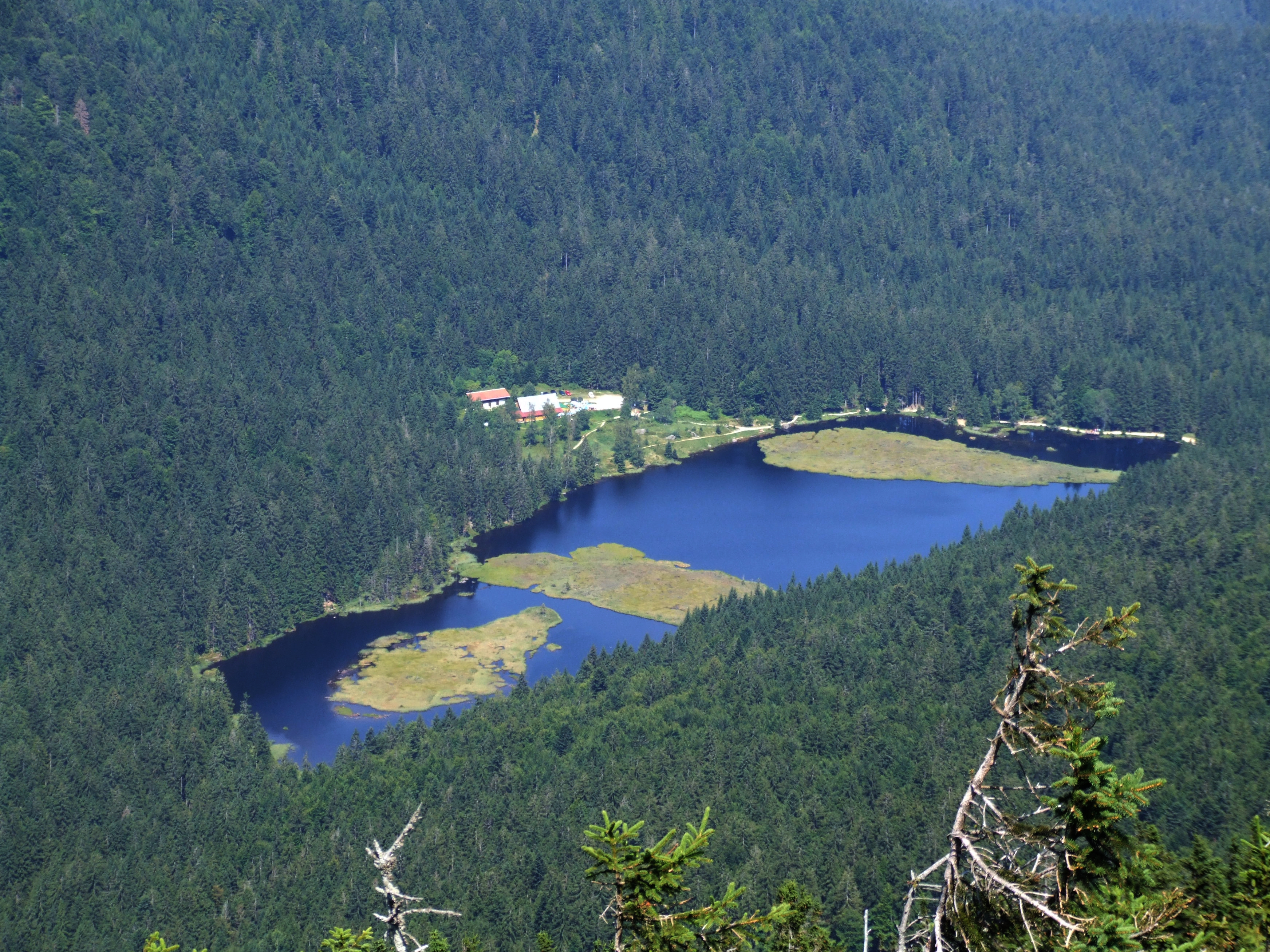

49°07′35″N 13°07′10″E / 49.12639°N 13.11944°E
小阿伯湖（德語：Kleiner Arbersee），是德國的湖泊，位於該國東南部，由巴伐利亞負責管轄，長0.6公里、寬0.2公里，面積0.09平方公里，海拔高度918米，平均水深3米，最大水深9米，水體容量25萬立方米。